# Max Glauber

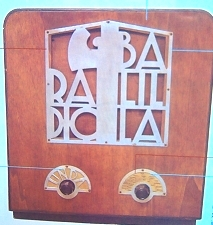
Röhrenradio Balilla, Modell von 1937, der italienische „Volksempfänger“, mit einem stilisierten Liktorenbündel an der Frontseite

Max Glauber (* 9. August 1902 in Wilten (Innsbruck); † 27. Dezember 1966 in Tavernerio, Provinz Como, Italien), in Italien Massimiliano Glauber, war ein Südtiroler Unternehmer, der 1925 in Toblach eine der ersten Fabriken Italiens zur Produktion von Radiogeräten gründete. Sein Unternehmen Unda Radio erlebte mit der Herstellung der Modelle „Radio Rurale“ und „Radio Balilla“, die von den Faschisten als Propagandainstrumente gefördert wurden, eine Blütezeit im zweiten Jahrzehnt der faschistischen Herrschaft, nachdem es in der Weltwirtschaftskrise ab 1929 eine schwierige Periode überstanden hatte. Die Geräte, die Glauber 1935 entwickelte, folgten dem Vorbild des 1933 entwickelten deutschen Volksempfängers der Nationalsozialisten.

## Leben
Max Glauber war der einzige Sohn des Prager Bankiers Moritz Glauber (1838–1910), dessen Vorfahren jüdischen Glaubens waren, und seiner Frau, der Sängerin Gisela von Ruttersheim (Gisa, italienisch Ghisa), geborene Polz. Die Familie zog zunächst nach Bozen, wo Max das Gymnasium besuchte. Gisela Glauber ließ nach dem Tod ihres Mannes in Toblach einen Sommerwohnsitz bauen, der noch immer als Ferienhaus existiert.
Glauber studierte Philosophie und Physik in München von 1922 bis 1925.
1921 konvertierte er zum Katholizismus. 1926 heiratete er Gertrud von Walther, eine Tochter des Politikers Wilhelm von Walther, in die er sich schon im Gymnasium verliebt hatte. Das Ehepaar hatte drei Kinder: Lisa, Heini (1928–2017) und Hans, der Gründer des Ökoinstituts in Bozen und Initiator der „Toblacher Gespräche“.
1925 ließ sich Glauber in Toblach nieder und gründete am 22. August mit einem Anfangskapital von 75.000 Lire die „Unda Società per la Fabbricazione di Apparecchi di Meccanica Fine“ (Unda, Gesellschaft für die Produktion feinmechanischer Geräte), eine Werkstatt auf dem Anwesen der Mutter. Daraus ging die Radiofabrik UNDA hervor. 1939 verlor er aufgrund des Hitler-Mussolini-Abkommens als Österreicher, der nach dem Anschluss unfreiwillig „Reichsdeutscher“ geworden war, das Wohnrecht und das Recht auf Immobilienbesitz. Er nahm die italienische Staatsbürgerschaft an und verlegte 1940 die Firma nach Como, in erster Linie, weil die meisten der zuletzt 200 Toblacher Beschäftigten im Herbst 1939 für Deutschland optierten.
Dass Glauber in die Nähe der Schweizer Grenze zog, um im Fall einer drohenden Deportation über die Grüne Grenze ausweichen zu können, ist nicht dokumentiert. Die Prager Verwandten Glaubers wurden Opfer des Holocaust. Die Italienischen Rassengesetze, deren einzelne Dekrete (das erste vom 5. September 1938) zu einem großen Teil den Bestimmungen der Nürnberger Gesetze (1935) im nationalsozialistischen Deutschland ähnelten, brachten italienische Staatsbürger jüdischen Glaubens oder mit jüdischen Vorfahren zunehmend in Gefahr, interniert und (nach der deutschen Besetzung) deportiert zu werden, obwohl die Durchführung der Bestimmungen zum Teil lax gehandhabt wurde und „Juden“ in Italien, zum Teil untergetaucht, überleben konnten. Glauber konnte sich als Katholik, italienischer Staatsbürger und als Inhaber eines national wichtigen Industriebetriebs relativ sicher fühlen.
Im September 1943, nachdem Italien im Waffenstillstand von Cassibile auf die Seite der Alliierten übergegangen war, begann die deutsche Wehrmacht Italien zu besetzen. Die Familie Glauber überstand die Zeit der Besetzung unbehelligt. Im Mai 1945 wurde der konfiszierte Besitz in Toblach restituiert.
Die Reorganisation nach Kriegsende bringt Glaubers Unternehmen nochmals einen Aufschwung, 1951 beginnt Glauber, auch Fernsehgeräte zu produzieren. Der Kapitalbedarf bringt die UNDA in Schwierigkeiten, sie wird 1958 von der Mailänder Gesellschaft CGE übernommen.  Glauber gründet 1959 das Unternehmen Inelco SpA. 1966 stirbt er in Como an einem Herzinfarkt, seine Witwe Trude stirbt 2001 in Bozen.
2007 wurde ein Dokumentarfilm über Max Glauber produziert, Drehbuch und Regie verantworteten Federico Campana und Cornelia Schöpf.